# Bataille de Crèvecœur
Pour les articles homonymes, voir Heartbreak Ridge.
Guerre de Corée
Batailles
Offensive nord-coréenne :

(juin 1950 - septembre 1950)
- Pokpung
- Chuncheon
- Séoul (1re)
- Busan (navale)
- Chumunjin
- Osan
- Pyeongtaek
- Cheonan
- Chochiwon
- Daejeon
- Sangju
- Yongdong
- Hwanggan
- Notch
- Périmètre de Busan

Contre-offensive de l'ONU :

(septembre 1950 - octobre 1950)
- Incheon
- Bombardement de Pyongyang
- Pyongyang

Intervention chinoise :

(octobre 1950 - avril 1951)
- Onjong
- Unsan
- Chongchon (Wawon)
- Réservoir de Chosin
- Évacuation de Hŭngnam
- Séoul (3e)
- Twin-Tunnels
- Jipyeong-ri
- Imjin
- Kapyong

Impasse :

(août 1951 - juillet 1953)
- Crèvecœur
- Fleuve Han
- Opération Commando
- Maryang San
- Suncheon
- Barrage de Sui-Ho
- Triangle Hill
- le Crochet
- Fleuve Samichon
- Armistice de Panmunjeom

Post armistice :
- Raid sur la Maison Bleue
- Attaque de l'EC-121
- Incident du peuplier
- Infiltration de Gangneung
- Guerre du crabe

La bataille de Crèvecœur (en anglais : Battle of Heartbreak Ridge, en hangeul : 단장의 능선 전투, hanja : 斷腸의 稜線 戰鬪), également connue sous le nom de bataille de Wendengli (chinois : 文登里战斗, pinyin : Wéndēnglǐ Zhàndòu) est une bataille de la guerre de Corée qui se déroule du 13 septembre au 15 octobre 1951 à quelques kilomètres au nord du 38e parallèle nord (la frontière avant-guerre entre les deux Corées) près de Chorwon et qui vit l'engagement du bataillon français de l'ONU rattaché au 23e régiment d'infanterie de la 2e division américaine.

## Épilogue
Après trois semaines de combats, le 23e RI s'empare au lance-flammes des avancées de la cote 851. À l'aube du 13 octobre, le dernier piton, Crèvecœur, tombe aux mains des forces de l'ONU. Les deux camps subirent de lourdes pertes : plus de 3 700 Américains/Français et 25 000 Nord-Coréens/Chinois pour, au bout du compte, peu de résultats sur le terrain.

## Filmographie
- Crèvecœur, documentaire français réalisé par Jacques Dupont en 1955
- Le Maître de guerre, fiction américaine réalisée par Clint Eastwood en 1986